# فرش چوب
فرش چوب (به انگلیسی: The Wooden Carpet یا The Carpet of Wood) فیلم مستندی و واقع‌گرایانه است که توسط عبدالرحمان میرانی؛ کارگردان کرد بانه‌وره‌ای ساخته شده‌است که در بسیاری از جشنواره‌های داخل و خارج مورد استقبال واقع گشت و موفق به دریافت جوایز متعددی گشت. این مستند؛ یک مستند قوم‌نگارانه است که در یکی از روستاهای کردستان ایران فیلم‌برداری شده‌است.

## داستان
فیلم فرش چوب یک مستند قوم‌نگارانه در مورد یکی از روستاهای کردستان ایران است که مردم این روستا بعد از تخریب پل ارتباطی به دلیل سیلاب، شروع به ساخت پل دوّم می‌کنند. فیلم حکایت آوردن چوب از راه‌های پرپیچ و خم و کوهستانی کردستان ایران، تا نصب چوب‌ها و تکمیل آن را به نمایش می‌کشد.

## جوایز

### داخلی
- دیپلم افتخار دانشگاه هنر
- لوح تقدیر موزهٔ سینما
- لوح تقدیر جشنوارهٔ صنایع دستی
- لوح تقدیر جشنوارهٔ بم
- جایزهٔ سوم جشنوارهٔ مستند کیش
- جایزهٔ اول جشنوارهٔ مستند شیراز[۱]
- لوح تقدیر در جشنواره بین‌المللی فیلم کوتاه تهران[۲]

### خارجی
- جایزهٔ خرس نقره‌ای جشنوارهٔ ملل اتریش[۱][۳]
- مدال نقرهٔ جشنوارهٔ یونیکا (اتحادیه فیلمسازان آماتور جهان)[۴]
- جایزهٔ فرانسوا اود (جشنوارهٔ بین‌المللی فیلم کوتاه هامبورگ)[۵][۶]
- جایزه ویژهٔ جشنواره فیلم‌های مستند بانسکو معروف به جشنوارهٔ کوهستان[۷][۸]